# Bahnhof Burg (b Magdeburg)
Der Bahnhof Burg (b Magdeburg) ist der Bahnhof der Stadt Burg im Landkreis Jerichower Land in Sachsen-Anhalt. 1846 wurde er in an der Bahnstrecke Berlin–Magdeburg in Betrieb genommen. Von 1896 bis 1965 hatten die Kleinbahnen des Kreises Jerichow I mit dem Umladebahnhof einen weiteren Bahnhof in Burg. Verschiedene Anlagen stehen heute unter Denkmalschutz.

## Lage
Der Bahnhof Burg liegt im Nordwesten der Stadt, mehr als einen Kilometer vom Stadtkern entfernt gelegen. Er grenzt an die Bahnhofstraße und wird durch die Landstraße 52 gekreuzt. Die nächste Station in Richtung Südwesten ist der Bahnhof Möser, in acht Kilometern Entfernung, und in Richtung Nordosten ist es der Bahnhof Güsen (Kr Genthin), der sich etwa zwölf Kilometer entfernt befindet.
Der Umladebahnhof der Jerichower Kleinbahnen, in Betrieb von 1896 bis 1965, befand sich in der Kanalstraße. Seine Distanz zum Bahnhof der Hauptbahn betrug ungefähr 500 Meter.

## Geschichte
Am 7. August 1846 ging die Bahnstrecke zwischen Berlin und Burg in Betrieb. Zunächst wurden ein Empfangsgebäude und Eisenbahnerwohnhaus errichtet. Es gab fünf Gleise und einen Mittelbahnsteig. Durch zwei Stellwerke wurde der Zugbetrieb gesteuert. Sie trugen die Bezeichnungen „Bot“ und „Bwt“, befanden sich an den Bahnhofseinfahrten und existierten bis 1993. Für den Güterverkehr sind ein Güterschuppen und eine Rampe mit zwei Ladestraßen entstanden.
In den 1890er-Jahren begann man mit dem Bau eines Anschlusses zu den Jerichower Kleinbahnen. Ausgangspunkt in Burg war sogenannte Umladebahnhof mit einer Spurweite von 750 Millimetern. Zu seinen Anlagen zählten ein Empfangsgebäude, zwei Bahnsteige, Lokschuppen, Wagenschuppen und Kohlenbansen. Der Verkehr zum Bahnhof Magdeburgerforth und nach Stegelitz begann am 4. April 1896. Ab dem 12. Dezember desselben Jahres bestand nun auch ein Gleisanschluss zum Ihlekanal. 1920 kam eine weitere Anschlussbahn zur sogenannten Rolandmühle hinzu. Auf der Westseite bestanden noch weitere Anschlüsse. Vor dem Ersten Weltkrieg erweiterte man das Empfangsgebäude. Ebenso wurde ein Eilgutschuppen und eine Unterführung zum Bahnsteig gebaut.
1945 übernahm die Deutsche Reichsbahn den Betrieb auf der Kleinbahn. Bis 1956 ließ sie einen Kran für Schüttgutumschlag erbauen. Im Jahre 1947 wurde das zweite Streckengleis nach Berlin als Reparationsleistung abgebaut. Am 25. September 1965 endete der Personenverkehr auf der Strecke der Kleinbahn. Anschließend wurde sie stillgelegt.
In den 1960er-Jahren wurde auf der Hauptbahn der Gleisoberbau erneuert und das zweite Gleis nach Berlin wieder errichtet. Die Bezeichnungen der Stellwerke änderten sich. „Bo“ hieß nun „W1“, „Bg“ wurde zu „B2“ und „Bw“ trug nun den Namen „W3“. Eine weitere Erneuerung der sehr stark befahrenen Strecke vollzog man in den Jahren 1988/89.
Im Zuge des Verkehrsprojektes Deutsche Einheit Nr. 5 wurde ab 1991 die Strecke Magdeburg–Berlin modernisiert. Durch die punktförmige Zugbeeinflussung war nun eine Durchfahrtsgeschwindigkeit auf 140 km/h möglich. Zwei Jahre später kam es zur Elektrifizierung und einer weiteren Erhöhung der Geschwindigkeit auf 160 km/h. Mittel- und Hauptbahnsteig wurden neu errichtet. Am Ort der stillgelegten Güterabfertigung befindet sich seitdem nun ein Stellbereichsrechner, der an ein elektronisches Stellwerk angeschlossen ist, das alle drei bisherigen mechanischen Stellwerke ersetzt.
Am 28. Mai 1999 wurde der Burger Bahnhofsvorplatz zum schönsten in Sachsen-Anhalt gewählt.
Neben dem Empfangsgebäude ist noch eine Krananlage und ein Wasserturm denkmalgeschützt.

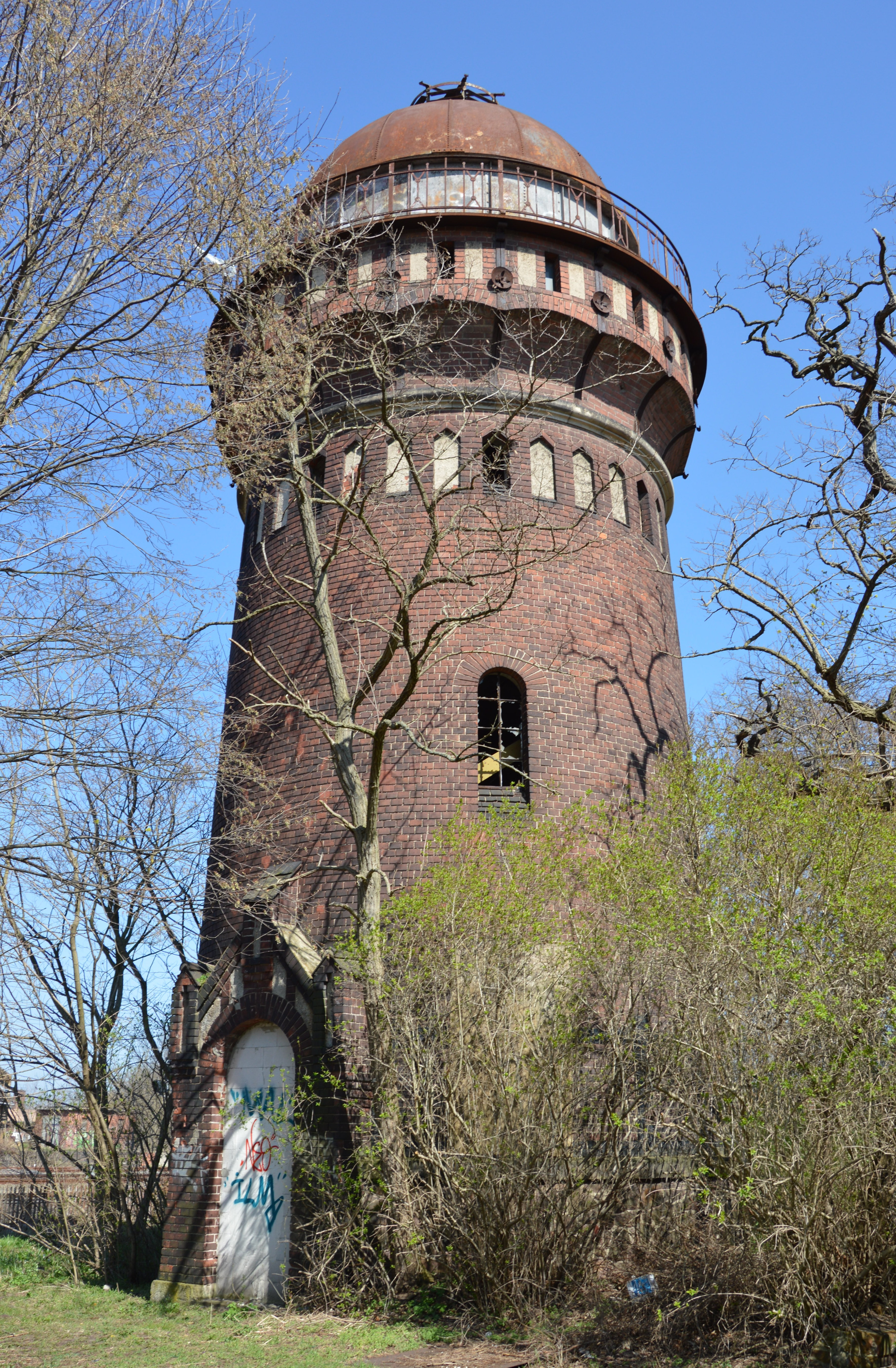
Wasserturm, 2015
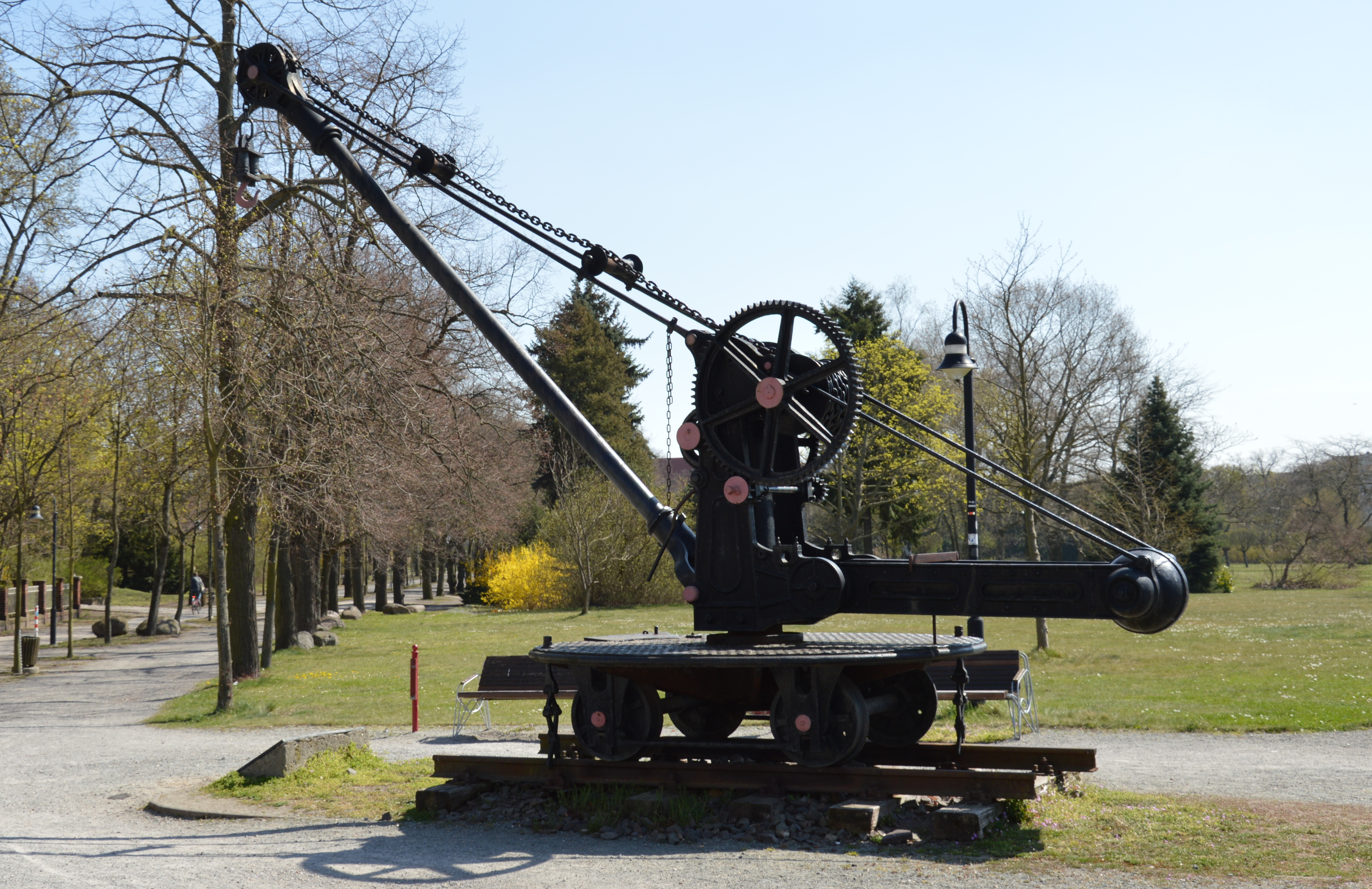
Krananlage, 2015

## Verkehrsanbindung
| Linie                    | Linienverlauf                                                                    | Takt (min) | EVU             |
| ------------------------ | -------------------------------------------------------------------------------- | ---------- | --------------- |
| HBX                      | Berlin – Potsdam – Burg – Magdeburg – Halberstadt – (Flügelung) Goslar / Thale   | 0Fr–So     | start           |
| RE 1                     | (Cottbus –) Frankfurt (Oder) – Berlin – Potsdam – Brandenburg – Burg – Magdeburg | 060        | ODEG            |
| RB 40                    | (Genthin –) Burg – Biederitz – Magdeburg – Eilsleben – Helmstedt – Braunschweig  | 060        | DB Regio Südost |
| Stand: 15. Dezember 2024 |                                                                                  |            |                 |